# Смарховиці-Великі
Смарховиці-Великі (пол. Smarchowice Wielkie, нім. Groß Marchwitz) — село в Польщі, у гміні Намислув Намисловського повіту Опольського воєводства.
Населення — 567 осіб (2011).

## Демографія
Демографічна структура станом на 31 березня 2011 року:
|          | Загалом | Допрацездатний вік | Працездатний вік | Постпрацездатний вік |
| -------- | ------- | ------------------ | ---------------- | -------------------- |
| Чоловіки | 294     | 75                 | 206              | 13                   |
| Жінки    | 273     | 48                 | 181              | 44                   |
| Разом    | 567     | 123                | 387              | 57                   |